# Eutin
Eutin é uma cidade da Alemanha localizada no distrito de Ostholstein, estado de Schleswig-Holstein .

## Cidadãos notórios
- Carl Maria von Weber (1786—1826), compositor